# 杨倩玉
杨倩玉，MH（1993年3月7日—），香港女子自行车运动员，2018年亚洲运动会女子麦迪逊赛银牌得主、2022年亚洲运动会女子公路赛金牌得主、女子麦迪逊赛银牌得主和女子团体追逐赛铜牌得主。